# Липтовские говоры
Ли́птовские го́воры (также липтовский диалект; словац. liptovské nárečia) — говоры среднесловацкого диалекта, распространённые в центральных и юго-восточных районах Жилинского края Словакии (в северной части среднесловацкого диалектного ареала). Входят вместе с турчанскими, оравскими и верхненитранскими в число северных среднесловацких говоров согласно классификации, опубликованной в «Атласе словацкого языка» (Atlas slovenského jazyka). В липтовском диалектном регионе выделяются центральные, западные и восточные говоры. В классификации Р. Крайчовича липтовские говоры рассматриваются как основной диалектный ареал, а восточнолиптовские говоры как переходный ареал в составе северо-западного среднесловацкого диалектного региона. Согласно классификации, представленной на диалектологической карте И. Рипки (I. Ripka), липтовские говоры включены в северо-западный регион среднесловацкого диалектного макроареала.
Липтовские говоры именуются по названию исторического Липтовского комитата Венгерского королевства, в пределах которого произошло формирование данных говоров.
Для липтовских говоров характерны все типичные среднесловацкие диалектные черты. Языковая система липтовских говоров является наиболее близкой словацкому литературному языку.

## Ареал и название
Липтовские говоры распространены в горных районах северной части Словакии. По современному административно-территориальному делению Словакии ареал липтовских говоров расположен в центральной и юго-восточной частях территории Жилинского края (самые крупные населённые пункты данного региона — Липтовский Микулаш, Ружомберок и Липтовский Градок).

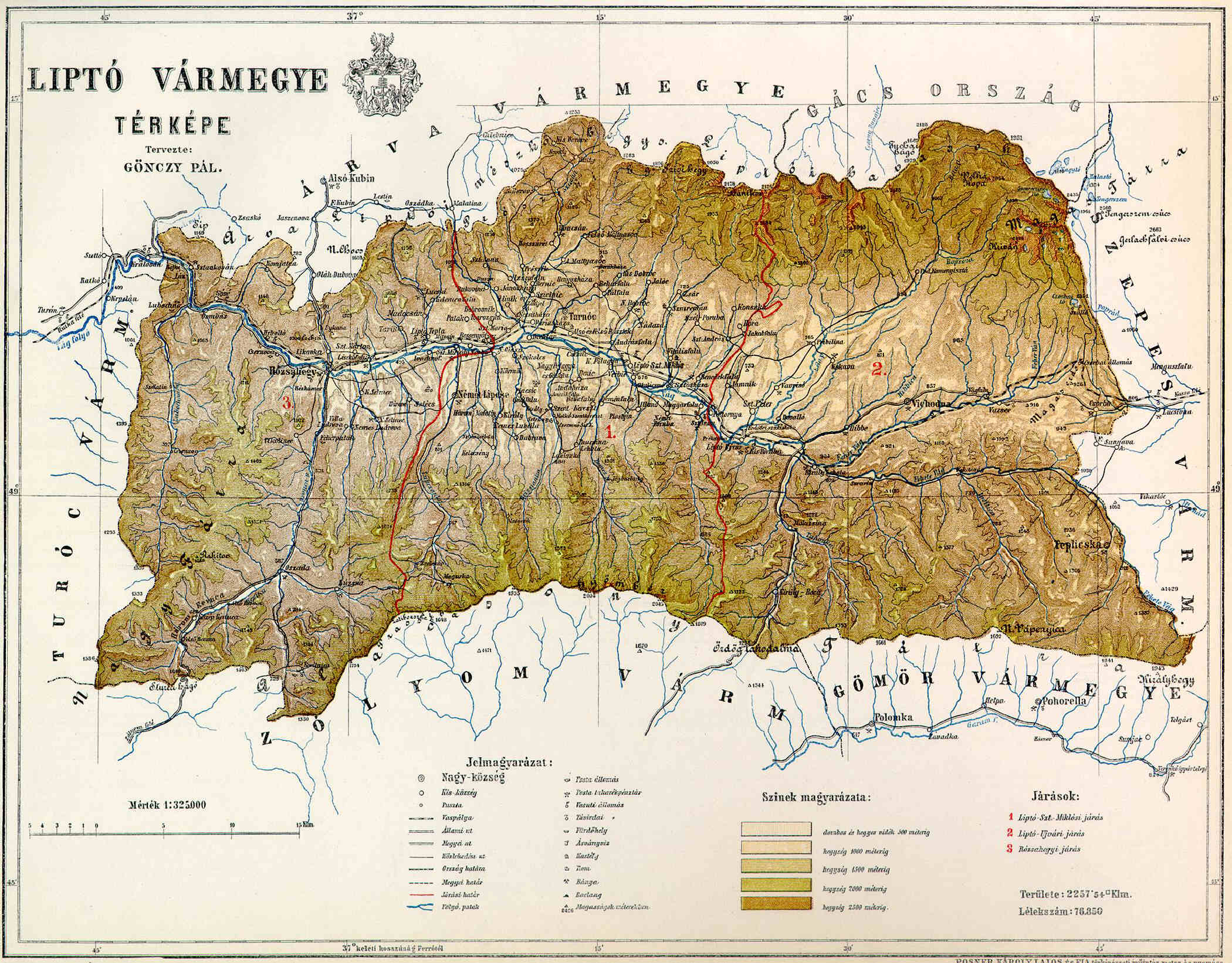
Карта Липтовского комитата

С востока к ареалу липтовских говоров примыкает ареал лучивнянских говоров спишской группы восточнословацкого диалекта. С юга, запада и севера с липтовскими граничат говоры среднесловацкого диалекта: с юга — область распространения южных среднесловацких зволенских говоров, с юго-востока — область распространения южных среднесловацких верхнегронских говоров гемерской группы, с запада — область распространения северных среднесловацких турчанских говоров, с севера и северо-запада — область распространения северных среднесловацких оравских говоров.
На северо-востоке к ареалу липтовских говоров примыкает область распространения подгальских гуральских говоров малопольского диалекта.
Название липтовским говорам (как и многим другим группам словацких говоров) дано по наименованию одного из исторических комитатов Венгерского королевства, в границах которого произошло формирование данных говоров. Ареал липтовских говоров во многом совпадает с территорией Липтовского комитата.

## Диалектные особенности
Основные диалектные особенности липтовских говоров сходны с особенностями, характерными для среднесловацкого диалекта. Значительная часть из этих языковых черт представлена в языковой норме словацкого литературного языка. В то же время в языковой системе липтовских говоров отмечаются региональные диалектные явления, неизвестные литературному языку и большей части среднесловацкого ареала. В числе этих явлений отмечаются:
1. Переход групп tl, dl, dn в kl, gl, gn, отмечаемый прежде всего в центральных и западных липтовских говорах: tḷčɪ̯em > kḷčɪ̯em, dḷhí > gḷhí, dňes > gňes.
2. Случаи сохранения архаических форм винительного падежа личных местоимений ni, vi в западных липтовских говорах. В большинстве словацких говоров данные формы вытеснены формами родительного падежа nás, vás.